# Arts and Flowers
Arts and Flowers é o 72º curta de desenho animado da série Woody Woodpecker. Lançado no cinema em 19 de novembro de 1956, o filme foi produzido pela Walter Lantz Productions e distribuído pela Universal International. 

## Enredo
Artful Art, um artista temperamental, está ocupado pintando em seu estúdio quando ouve o carteiro depositar seu exemplar da revista Art News em sua caixa de correio. Pica-Pau, que mora no alto de sua casa em uma árvore localizada no quintal de Art, pega a revista e lê o anúncio sobre  o concurso oferecendo um prêmio pela melhor pintura de uma flor do deserto. 
Artful Art sai e pega a revista enquanto Pica-Pau corre para pegar seus materiais de pintura. Artful Art também vê o aviso do concurso. Eles vão até o deserto e procuram retratar a flor enquanto um tenta sabotar ao outro. 
Finalmente, Pica-Pau ganhou o prêmio por sua pintura (que nada mais é do que Artful atropelado pelo trem, emaranhado junto aos pedaços de trilhos). Mas o prêmio é um saco de dinheiro pintado em uma tela colocada em uma moldura. Pica-Pau pega a moldura e a bate na cabeça do juiz apresentador, pinta um bigode ridículo no rosto do juiz emergindo através da tela e sai da sala ao eco de sua famosa risada. 